# Agathiopsis occidentis
Agathiopsis occidentis là một loài bướm đêm trong họ Geometridae.